# Arthroleptis carquejai

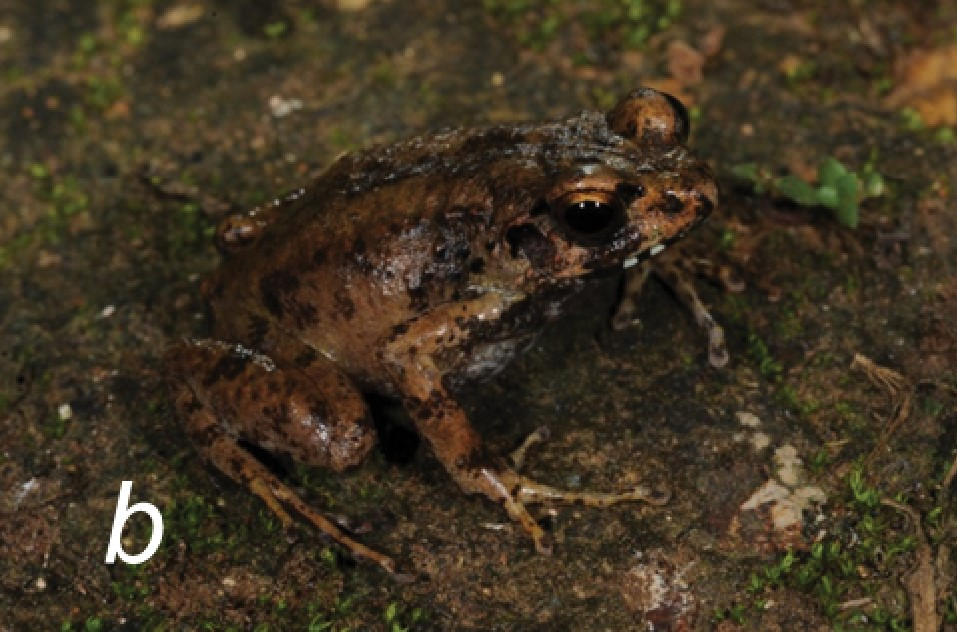
Esemplare di arthroleptis carquejai

Arthroleptis carquejai (Laurent, 1957) è un anfibio anuro, appartenente alla famiglia degli Artroleptidi.

## Etimologia
L'epiteto specifico è stato dato in onore di Bento Carqueja.

## Distribuzione e habitat
È endemica della Angola.